# رستم‌آباد (گیلان)
رستم‌آباد، یکی از شهرهای بخش مرکزی شهرستان رودبار استان گیلان در کشور ایران است و در فاصلهٔ ۱۵ کیلومتری شمالِ شهر رودبار قرار دارد. رستم‌آباد دارای ۴ محله زیبا به نام‌های شمام، پشته، کلورز و ماندابان می‌باشد. رستم‌آباد دارای جاذبه‌های طبیعی چشم‌نواز، از جمله جنگل‌های شمام و جنگل‌های زیبای سلانسر (سِلان‌سَر)، پارک جنگلیِ ماندابان (به مساحت ۸۰ هکتار، شامل انواع درختان سوزنی‌برگِ سرو و کاج)، بام سرخ (پارک سرخِ‌سنگان) که به نام کارگردان معروف عباس کیارستمی تغییر نام یافت و چندین اثر باستانی مشهور، از جمله تپهٔ باستانی گنج پر (گنجِ پَر) واقع در کلورز می‌باشد.

## جغرافیا
رستم‌آباد در منطقه‌ای نیمه‌کوهستانی در کرانهٔ غربی سفیدرود واقع شده‌است. شالیزارهای پهناور از شرق و جنگل سِلان‌سَر از غرب، این شهر را دربر گرفته‌اند.

## محدودهٔ منطقهٔ رستم‌آباد
منطقهٔ رستم‌آباد دارای دو دهستان جنوبی و شمالی است.
دهستان رستم‌آباد جنوبی: مرکز آن شهر رستم‌آباد است و برخی از آبادی‌های آن به شرح زیر می‌باشد:
کبته، کلاس، ییلاق تکلیم، ییلاق دارستان، ییلاق دوگاهه، ییلاق لاکه، فیلده، گنجه، جوبن، کلورز، پیری، سِلان‌سَر، پشته، شمام، امین‌آباد، جمشیدآباد.
دهستان رستم‌آباد شمالی: مرکز آن روستای اسکولک است و برخی از آبادی‌های آن به شرح زیر می‌باشد:
اسکولک، بیجارپشته، نقله‌بر، پیرسرا، مازیان، هرکیان، چارمان، حبیب‌آباد، کوله‌کش، کهنه‌وانِسرا، رشت‌رود، سیاهرودپشته، توسستان، خولک، توسه‌رود، جورچشمه، چوبتراش‌محله، شیرین‌بک‌محله، قلعه‌کول، کِلاشِم، گزکرک، دیزکوه.
شهر رستم‌آباد دارای چهار محلهٔ اصلی است: کلورز، ماندابان، پُشته، شمام

## جمعیت
براساس سرشماری سال ۱۳۹۵ جمعیت شهر رستم‌آباد برابر با ۱۳،۷۴۶ نفر بوده‌است.

## زبان
ساکنان رستم‌آباد زبان گیلکی را با لهجهٔ خاصّ مردمان جنوب گیلان تکلّم می‌کنند.

## اقتصاد
بیشتر مردم این شهر، در بخش‌های تجاری و اداری مشغول به کار هستند.
مردمان ساکن در بخش‌های عمارلو، رحمت‌آباد و بلوکات و نیز روستاها و شهرهای اطراف رستم‌آباد، بیشتر نیازمندی‌های خود را با مراجعه به این شهر تأمین می‌کنند؛ رستم‌آباد در واقع، مرکز داد و ستد و محلّ تلاقی و ارتباط چند بخش بزرگِ شهرستان رودبار است. همین امر باعث شده تا «چهارشنبه‌بازار» رستم‌آباد به عنوان یکی از بازارهای هفتگی گیلان تبدیل به بزرگ‌ترین و پر رونق‌ترین بازار هفتگی در شهرستان رودبار شود. بازار اصلی رستم‌آباد در بلوار امام حسین (مشهور به سه‌راه) شکل گرفته‌است که همراه با مناطق پیرامونی، مرکز شهر محسوب می‌شود.
قسمت دیگری از درآمد مردم این شهر، از فعالیت در بخش کشاورزی و دامپروری تأمین می‌شود و محصولاتی همچون برنج، گندم، زیتون، لبنیات، عسل، دام و طیور به دست می‌آید که در بازارهای محلی یا مناطق اطراف عرضه می‌شود. برخی دیگر از اهالی نیز در کارخانجات و کارگاه‌های صنعتی و معادن مشغول به کار هستند.

## آب و هوا
رستم‌آباد، یکی از خوش آب و هواترین شهرهای گیلان می‌باشد و آب و هوای مدیترانه‌ای دارد؛ امّا در مقایسه با مناطق جلگه‌ای، رطوبت هوای آن به مراتب کمتر است.

## تاریخ
تپهٔ باستانی کلورز که به نام «گنجِ‌پَر» مشهور شده‌است، در محلّهٔ جلالیه کلورز - در سمت شمالی جادهٔ کلورز - قرار دارد. گنج پر، محوطه‌ای منحصر به فرد در استان گیلان است؛ زیرا برای نخستین بار در گیلان و با توجه به کشفیات صورت گرفته در این تپه، پلان روشنی از معماری اقوامی که در این منطقه زندگی می‌کردند، بدست آمده‌است. پیش از این تصور می‌شد که اقوام ساکن در نواحی شمالی کشور به ویژه در گیلان، به علّت کوچ‌رو بودن، فاقد خانه‌های مسکونی بودند یا اگر خانه‌هایی نیز در مناطق شمالی کشور ساخته شده‌است، چوبی بوده و به همین علت، امروزه اثری از آن وجود ندارد؛ امّا کاوش‌های باستان‌شناسی در تپهٔ باستانی کلورز نشان می‌دهد که اقوام ساکن در این منطقه، با استفاده از خشت، سنگ و آجر، قلعه و عمارات بزرگی پدیدآورده بودند. لایه‌نگاری این تپهٔ باستانی در نخستین فصل کاوش نشان داد که لایه‌های معماری از دورهٔ عصر آهن (۳۲۰۰ سال پیش) تا دورهٔ اشکانیان تداوم داشته و پس از این دوره، تپه به تدریج متروک شده‌است.
کشفیات باستان‌شناسی از این محوطه و سایر مناطق رستم‌آباد، بیانگر شکل‌گیری تمدّنی درخشان در این منطقهٔ زیبا و استراتژیک، از سه هزار سال قبل می‌باشد.
یکی از آثار کشف شده در رستم‌آباد، مجسمهٔ الههٔ زنشمامه از سرشمام است که به گفتهٔ کارشناسان، ارزش زن را در دوران ایران باستان به تصویر می‌کشد. این مجسمه، سه هزار سال قدمت دارد و در موزه آذربایجان نگهداری می‌شود.
البته طبق برآوردهای صورت گرفته توسط باستان‌شناسان، سابقهٔ سکونت آدمی در تپهٔ «گنجِ‌پَر»، به حدود ۳۰۰ هزار سال می‌رسد و بنابراین رستم‌آباد از این حیث، منطقه‌ای کم‌نظیر در ایران و جزء یکی از قدیمی‌ترین سکونت‌گاه‌های بشر محسوب می‌شود و جایگاه سوم را از لحاظ قدمتِ سکونت در کشور ایران داراست.
محوطه تاریخی عروفین مربوط به سده‌های اولیه دوران‌های تاریخی پس از اسلام است و در شهرستان رودبار، بخش مرکز ی، دهستان رستم‌آباد جنوبی، روستای سرشمام واقع شده و این اثر در تاریخ ۲۷ اسفند ۱۳۸۶ با شمارهٔ ثبت ۲۲۵۱۳ به‌عنوان یکی از آثار ملی ایران به ثبت رسیده‌است. آثار باستانی بسیار زیادی از این منطقه کشف شده‌است و دارای آثاری به شکل بلور و کوزه‌های سفالی منقش می‌باشد.